# Riccardo De Paolis
Riccardo De Paolis (* 9. Januar 1854 in Rom; † 24. Juni 1892 ebenda) war ein italienischer Mathematiker, der sich mit Geometrie befasste.

## Leben
De Paolis studierte an der Universität Rom bei Luigi Cremona, Eugenio Beltrami und Giuseppe Battaglini und erhielt dort 1875 seine Laurea. Ab 1878 war er Professor für Algebra und Geometrie an der Universität Bologna, ab 1880 in Pavia und ab 1881 an der Universität Pisa.
Er veröffentlichte unter anderem zu den Grundlagen der Projektiven Geometrie in Anschluss an Karl von Staudt und Felix Klein und befasste sich mit Algebraischer Geometrie.
Er war korrespondierendes Mitglied der Accademia dei Lincei. 1880 erhielt er den Mathematik-Preis der Accademia dei XL.

## Schriften
- Elementi di geometria. Loescher, Turin 1884